# Soldanella oreodoxa
Soldanella oreodoxa är en viveväxtart som beskrevs av Li Bing Zhang. Soldanella oreodoxa ingår i släktet alpklockor, och familjen viveväxter. Inga underarter finns listade i Catalogue of Life.